# Красний Богатир (Владимирська область)
Красний Богатир (рос. Красный Богатырь) — селище у Судогодському районі Владимирської області Російської Федерації.
Входить до складу муніципального утворення Андрієвське сільське поселення. Населення становить 966 осіб (2010).

## Історія
Населений пункт розташований на землях фіно-угорського народу мещери.
Від 10 травня 1929 року належить до Судогодського району, утвореного спочатку у складі Владимирського округу Івановської промислової області з частин Владимирського та Гусєвського повітів Владимирської губернії. Від 1944 року в складі Владимирської області.
Згідно із законом від 13 травня 2005 року входить до складу муніципального утворення Андреєвське сільське поселення.

## Населення
| 1905 | 1926 | 1959  | 1970  | 1979 | 1989  | 2002  |
| ---- | ---- | ----- | ----- | ---- | ----- | ----- |
| 258  | ↗545 | ↗1856 | ↘1222 | ↘995 | ↗1019 | ↗1043 |
| 2010 |      |       |       |      |       |       |
| ↘966 |      |       |       |      |       |       |